# Gentile da Fabriano
Gentile da Fabriano, italijanski slikar, * ok. 1370, Fabriano, Papeške države, † 1427, Rim, Papeške države
Znan je po svojem prispevku v mednarodnem gotskem slikarskem slogu. Delal je v različnih krajih osrednje Italije, večinoma v Toskani. Njegova najbolj znana dela so Poklon Treh kraljev iz Strozzijeve oltarne slike (1423) in Beg v Egipt.

## Življenje in delo
Gentile se je rodil v ali blizu kraja Fabriano v sodobni deželi Marke. Njegova mati je umrla nekaj pred letom 1380, oče Niccolò di Giovanni Massi pa se je istega leta upokojil v samostanu, kjer je umrl leta 1385. O njegovem izobraževanju je malo znanega: eno njegovih prvih znanih del, Madona in otrok (ok. 1395–1400, zdaj v Berlinu) kaže vpliv severnoitalijanskega poznogotskega slikarstva.
Okoli leta 1405 je Gentile da Fabriano delal v Benetkah. Naslikal je tablo za cerkev Santa Sofia, ki je zdaj izgubljena; Jacopo Bellini je morda delal v njegovi delavnici. Med leti 1408 in 1409 je v Doževi palači naslikal fresko (danes izgubljeno), ki prikazuje pomorsko bitko med Benečani in Otonom III. V Benetkah je poznal  Pisanella in morda Michelina da Besozza. V tem obdobju je izdelal naročila tudi za druga mesta, na primer njegovo Marijo in otroka za cerkev v Perugii.
V letih 1410–1412 je naslikal eno svojih prvih mojstrovin, poliptih Valle Romita (zdaj pri Pinakoteka Brera). V letih 1410–1411 je bil v Folignu, kjer je poslikal palačo Trinci. Leta 1414 se je preselil v Brescio, kjer je služil kondotjeru Pandolfu III. Malatesta in poslikal kapelo Broletto, delo, ki je danes večinoma izgubljeno. Spomladi 1420 je bil spet v Fabrianu.
6. avgusta 1420 je bil v Firencah, kjer je naslikal svojo slavno oltarno podobo, na kateri je prikazan Poklon Treh kraljev (1423), zdaj v galeriji Uffizi in velja za eno mojstrovin mednarodnega gotskega sloga. Njegova druga dela v Firencah so Poliptih družine Quaratesi (maj 1425) in Priprošnjiški oltar. Junija in avgusta 1425 je bil v Sieni, kjer je naslikal Madono z otrokom, zdaj izgubljeno, za Palazzo dei Notai na trgu Piazza del Campo. Do oktobra je bil v Orvietu, kjer je v stolnici naslikal svojo fresko Madona in otrok. Leta 1427 je prispel v Rim, kjer mu je papež Martin V. naročil okrasitev ladje bazilike sv. Janeza v Lateranu, ki jo je Pisanello dokončal po njegovi smrti.
Znano je, da je Gentile umrl pred 14. oktobrom 1427. Običajno naj bi bil pokopan v cerkvi, ki se danes imenuje S. Francesca Romana v Firencah, vendar je njegov grob izginil; obstajajo dokazi, da je morda pokopan v cerkvi Santa Maria in Trastevere v Rimu, kraju svoje smrti.
V deželi Marke ni pustil nobenega dela, razen Madone z otrokom (negotov pripis) v Duomu v Sant'Angelo in Vado blizu Urbina. V Benetkah je tudi pustil eno sliko.